# سيزيكوس
سيزيكوس هي بلدة قديمة في إقليم ميسيا في آسيا الصغرى، وتقع على الجانب المتجه نحو الشاطئ في شبه الجزيرة الحالية المسماة كابو داغ (أركتونيسوس)، والتي قيل بأنها كانت أصلا جزيرة في بحر مرمرة، وبأنها ارتبطت بالبر الرئيسي اصطناعيا في الأزمنة التاريخية القديمة.

## التاريخ
ووفقا للحكايات، فقد تم استيطانها من قبل المستوطنين الثيساليين عند قدوم ملاحي الأرغونوتس الأسطوريين، وفي عام 756 قبل الميلاد تأسست البلدة من قبل اليونانيين القادمين من ميليتوس. بسبب موقعها المهم اكتسبت أهمية تجارية بشكل سريع، وكانت عملات الستاتير الذهبية من سيزيكوس عملة رئيسية في العالم القديم حتى أخذت مكانها عملات فيليب الثاني المقدوني. وأثناء الحرب البيلوبونيسية (431 – 404 قبل الميلاد) كانت سيزيكوس خاضعة للأثينيين واللاكيدايمونيين بالتناوب، وانتصر ألكيبيادس على الإسبرطيين في معركة وقعت هناك عام 410 ق م. سيطرت عليها الإمبراطورية الفارسية في زمن سلام أنتالكيداس (387 قبل الميلاد)، كما كان حال المدن اليونانية الأخرى في آسيا، وسيطر عليها الإسكندر الأكبر من بعدهم. وتاريخ البلدة في الأزمنة الهيلينية مرتبط مباشرة بتاريخ أمراء بيرغامون، مع انقراض سلالتهم أصبحت تحت سلطة روما المباشرة. ودافع الرومان عن المدينة ضد ميثراداتس السادس في عام 74 قبل الميلاد والذي حاصرهم بثلاثمائة ألف رجل حتى تم رفع الحصار من قبل لوكولوس: وتمت مكافأة ولاء المدينة بتمديد الأرض وبعض الامتيازات الأخرى، وأدخلت تحت حكم الإمبراطورية في زمن تيبريوس. وكانت لا تزال مركزا مزدهرا في زمن الإمبراطورية، ويعتقد بأن الألعاب الأولمبية أقيمت بها بين عامي 135 و 139 ميلادي. واحتلها العرب لفترة قصيرة في حصار القسطنطينية. ويظهر بأنها قد خربت بسلسلة من الزلازل – آخرها كان عام 1063 م – ونقل السكان إلى أرتاكي بحدود القرن الثالث عشر على الأقل، عندما تم احتلال شبه الجزيرة من قبل الصليبيين. الموقع الآن معروف باسم بال كيز، وهو غير مأهول رغم أنه تحت التنمية الزراعية.
من الآثار الرئيسية الموجودة المدينة: الأسوار والتي يمكن تتبع مداها الكامل تقريبا، ومدرج رائع بني في القرن الثالث قبل الميلاد وقطره يبلغ 150 مترا تقريبا، يتقاطع مع جدول، وأساسات لمعبد أدريان. وعن هذه البناية الرائعة، فإنها تصنف أحيانا من بين عجائب العالم القديم السبعة، وإحدى وثلاثين عمودا هائلا يبلغ طولها نحو 21 مترا، وتتجاوز مثيلتها في بعلبك بنحو مترين، كانت لا تزال منتصبة في عام 1444. فقد حملت هذه تدريجيا منذ ذلك الحين لأغراض البناء من قبل الأتراك.

## الموقع الكنسي
كانت سيزيكوس هي الحاضرة الإكليروسية في الهيليسبونت، وتولى بها عدد من الأساقفة منذ القرن الأول الميلادي؛ ويذكر لوكوين تسعا وخمسين منهم. ويورد نيكوديموس قائمة أكثر تفصيلا في خمس وثمانين اسما. وقد يشتهر منهم يونوميوس الأرياني؛ القديس دالماتيوس؛ والقديس بروكلوس؛ والقديس جرمانوس، الذين أصبحوا بطاركة القسطنطينية، والقديس إميليان أحد شهداء القرن الثامن. وغيلاسيوس مؤرخ الأريانية من مواليد سيزيكوس.

## قراءات أخرى
- سيزيكوس بقلم يواخيم ماركوارت، (برلين، 1830)
- استكشاف غلاطية Exploration de la Galatie بقاتم جورج بيرو (باريس، 1862)
- مذكرات عن الدراسات الهيلينية Journal of Hellenic Studies بقلم فريدريك ويليام هاسلوك وآرثر إدوارد هيندرسون (1904)